# Higher (Taio Cruz)
Higher è un brano musicale del cantante britannico Taio Cruz estratto come singolo dall'album Rokstarr. Sono state prodotte quattro distinte versioni del brano: quella per il mercato internazionale vede la partecipazione della cantante australiana Kylie Minogue, la versione per il mercato statunitense il cantante Travie McCoy, la versione per il mercato belga la girl band K3 ed infine una versione presente sull'album cantata come solista.
Il video del brano è stato diretto da Alex Herron ed è stato reso disponibile il 19 novembre 2010. La versione statunitense, a cui partecipa Travie McCoy è stata resa disponibile su Vevo.

## Tracce
Download digitale (Australia, Nuova Zelanda ed Europa)
1. Higher (feat. Kylie Minogue) – 3:09

Download digitale (Australia, Nuova Zelanda ed Europa)
1. Higher (feat. Kylie Minogue) – 3:09
2. Little Lion Man (live BBC) – 2:48

Download digitale (Australia, USA e Canada)
1. Higher (feat. Travie McCoy) – 3:40

## Classifiche
| Classifica (2010-2011) | Posizione massima |
| ---------------------- | ----------------- |
| Australia              | 25                |
| Austria                | 3                 |
| Belgio (Fiandre)       | 14                |
| Belgio (Vallonia)      | 11                |
| Canada                 | 15                |
| Finlandia              | 7                 |
| Germania               | 3                 |
| Italia                 | 42                |
| Lussemburgo            | 1                 |
| Norvegia               | 2                 |
| Nuova Zelanda          | 5                 |
| Regno Unito            | 8                 |
| Repubblica Ceca        | 78                |
| Slovacchia             | 10                |
| Stati Uniti            | 36                |
| Svizzera               | 7                 |
| Ungheria               | 36                |